# Miomir Kecmanović
Miomir Kecmanović (în sârbă Миомир Кецмановић; n. 31 august 1999, Belgrad, Iugoslavia) este un jucător sârb de tenis. Cea mai înaltă poziție în clasamentul ATP la simplu este locul 27 mondial, în ianuarie 2023, iar la dublu locul 127, în aprilie 2023. La simplu, el a câștigat 1 titlu ATP și 2 titluri ATP Challenger.